# 2017 au Vanuatu
Cet article présente les faits marquants de l'année 2017 au Vanuatu.

## Évènements
- 5 au 7 mai : Le cyclone Donna frappe les îles Torres et d'autres îles du nord du Vanuatu, détruisant des maisons, des champs agricole et des réserves d'eau douce[1].
- 17 juin : Mort de Baldwin Lonsdale, président de la République en exercice. Il décède subitement à Port Vila, d'une crise cardiaque. Le président du Parlement, Esmon Saimon, lui succède par intérim[2]. Le 6 juillet, le corps électoral élit Tallis Obed Moses à sa succession[3].
- 28 septembre : Les autorités ordonnent l'évacuation temporaire complète de l'île d'Ambae (dont la population s'élève à quelque 11 000 habitants), de crainte d'une éruption du mont Manaro[4].